# Eupithecia plumbea
Eupithecia plumbea är en fjärilsart som beskrevs av Huggins 1962. Eupithecia plumbea ingår i släktet Eupithecia och familjen mätare. Inga underarter finns listade i Catalogue of Life.